# Полом (община Владичин хан)
Полом (на сръбски: Полом или Polom) е село в Югоизточна Сърбия, Пчински окръг, община Владичин хан.

## Население
Според преброяването на населението от 2011 г. селото има 374 жители.

### Етнически състав
Данните за етническия състав на населението са от преброяването през 2002 г.
- сърби – 436 жители
- българи – 1 жител
- македонци – 1 жител
- югославяни – 1 жител
- неизяснени – 1 жител